# ملودی نادر
ملودی نادر (به تامیلی: Apoorva Raagangal) فیلمی محصول سال ۱۹۷۵ و به کارگردانی کی. بالاچاندر است. در این فیلم بازیگرانی همچون کمال حسن، ماجور سونراجان، سریویدیا، جایا سودا، ناگش، راجینیکانت ایفای نقش کرده‌اند.